# 宮田トヲル
宮田 トヲル（みやた トヲル、4月2日 - ）は、日本のボーイズラブ漫画家。

## 経歴

### デビューとメディアミックス
もともと趣味で漫画を描いていたが、声を掛けられてデビューが決まり、2018年（平成30年）より『彼のいる生活』を連載した。同作は翌2019年（令和元年）7月20日に発売された。2024年（令和6年）、デビューコミックスであるこの作品で、自身初の実写テレビドラマ化することが決まった。それに伴い、主題歌を務める浦島坂田船のイラストを描き下ろした。同年4月から放送されている。

### イベント参加とカバー担当
2020年（令和2年）、日本酒の銘柄「美少年」の100周年記念フェア「蔵人美男児」に参加し、「小田桐赤也」のキャラクターをデザインした。
同年、アンソロジーコミック『＃BがLする4ページアンソロジー：そのとき僕は、恋をした!』に寄稿。以後、寄稿したアンソロジーコミックのうち、『君とはじめて』、『うぶ恋BLアンソロジー』1～3巻、『ぴゅあキュンBL』のカバーイラストを担当した。

## 作品リスト

### 連載
- 彼のいる生活（『ビーボーイP!』2018年 - 2019年）
- デリバリーハグセラピー（『ビーボーイP!』2020年4月 - 8月）
- なんかもうあーあって感じ。（WEB配信、2020年12月 - 2021年10月）
- カタコイシーソー（『Cheri+』2021年5月 - 2022年9月）
- 君に注ぐ100db（『ビーボーイP!』2022年12月 - 連載中）

### 読み切り
- アオハルは攻撃力が高すぎる（『＃BがLする4ページアンソロジー：そのとき僕は、恋をした!』2020年）
- だいすき ちょー好き やっぱ好き！（『君とはじめて：初エッチアンソロジー』2021年）
- このドッキリは本物です。（『うぶ恋BLアンソロジー：僕らが恋する5秒前』2021年）
- 青春、かくも青く。（『うぶ恋BLアンソロジー：僕らのはじめて』2021年）
- 黄昏、かくも朱く。（『うぶ恋BLアンソロジー：君が好きすぎる！』2022年）
- ただならぬ関係（未満）（『恋した相手が男だった：BLアンソロジー』2022年）
- 今日、友達じゃなくなります。（『ぴゅあキュンBL：コミックアンソロジー』2023年）

### 書籍
- 『彼のいる生活』、リブレ〈ビボピーコミックス〉2019年、全1巻
- 『デリバリーハグセラピー』リブレ〈ビボピーコミックス〉、2020年発行（2020年8月20日発売[* 3]）、ISBN 978-4-7997-4894-7
- 『なんかもうあーあって感じ。』英和出版社〈デイジーコミックス〉、2022年発行（2022年1月11日発売[+ 6]）、ISBN 978-4-8155-5063-9
- 『君に注ぐ100db』、リブレ〈ビボピーコミックス〉、既刊3巻（2025年1月20日現在）
  1. 2023年8月19日発売[+ 7][* 4]、ISBN 978-4-7997-6338-4
  2. 2024年3月18日発売[* 5]、ISBN 978-4-7997-6625-5
  3. 2025年1月20日発売[* 6]、ISBN 978-4-7997-7048-1
- 『カタコイシーソー』新書館〈ディアプラスコミックス〉、2023年発行（2022年12月28日発売[* 7]）、ISBN 978-4-403-66846-3

### ウェブサイト出典
1. ↑  “宮田トヲル先生インタビュー こんな王道純愛待ってた!! 実は一途に片恋×大学デビュー幼馴染の同居ラブ♥ 初コミックス『彼のいる生活』”. ちるちる (2019年7月16日). 2019年9月13日時点のオリジナルよりアーカイブ。2024年4月15日閲覧。
2. ↑  “小田桐赤也”. 蔵人美男児.   ツクルノモリ. 2020年12月18日時点のオリジナルよりアーカイブ。2024年4月15日閲覧。
3. ↑  “デリバリーハグセラピー”.   株式会社リブレ. 2024年9月3日閲覧。
4. ↑  “君に注ぐ100dB 1”.   株式会社リブレ. 2024年9月3日閲覧。
5. ↑  “君に注ぐ100dB 2”.   株式会社リブレ. 2024年9月3日閲覧。
6. ↑  “君に注ぐ100dB 3”.   株式会社リブレ. 2025年1月20日閲覧。
7. ↑  “カタコイシーソー”.   株式会社新書館. 2024年9月3日閲覧。

### ニュースサイト出典
1. ↑  「【7月20日付】本日発売の単行本リスト」『コミックナタリー』ナターシャ、2019年7月20日。オリジナルの2019年7月20日時点におけるアーカイブ。
2. ↑  「佐藤瑠雅×坂井翔のW主演でBLマンガ「彼のいる生活」ドラマ化、幼なじみとの恋模様描く」『映画ナタリー』ナターシャ、2024年2月29日。オリジナルの2024年2月29日時点におけるアーカイブ。
3. ↑  「浦島坂田船がドラマ「彼のいる生活」主題歌を担当、原作者・宮田トヲル描き下ろしビジュアルも公開」『音楽ナタリー』ナターシャ、2024年3月25日。オリジナルの2024年3月25日時点におけるアーカイブ。
4. ↑  「日本酒×美少年企画「蔵人美男児」のイラスト展が秋葉原で、設定資料集も販売」『コミックナタリー』ナターシャ、2020年7月28日。オリジナルの2022年5月18日時点におけるアーカイブ。
5. ↑  「“男の子が男の子に恋をした瞬間”集めた4ページBLアンソロに雲田はるこ、黒江S介ら」『コミックナタリー』ナターシャ、2020年7月20日。オリジナルの2020年7月21日時点におけるアーカイブ。
6. ↑  “【1月11日付】本日発売の単行本リスト”. コミックナタリー.   ナターシャ (2022年1月11日). 2024年9月3日閲覧。
7. ↑  “音楽×青春×ボーイミーツボーイ、宮田トヲルが描くBL「君に注ぐ100dB」1巻”. コミックナタリー.   ナターシャ (2023年8月19日). 2024年9月3日閲覧。